# Mangifera siamensis
Mangifera siamensis är en sumakväxtart som beskrevs av Warbg. och William Grant Craib. Mangifera siamensis ingår i släktet Mangifera och familjen sumakväxter. Inga underarter finns listade i Catalogue of Life.